# Cyatholaimidae
Cyatholaimidae är en familj av rundmaskar. Enligt Catalogue of Life ingår Cyatholaimidae i ordningen Desmodorida, klassen Adenophorea, fylumet rundmaskar och riket djur, men enligt Dyntaxa är tillhörigheten istället ordningen Chromadorida, klassen Adenophorea, fylumet rundmaskar och riket djur. Enligt Catalogue of Life omfattar familjen Cyatholaimidae 125 arter. 

## Dottertaxa till Cyatholaimidae, i alfabetisk ordning[1][2]
- Acanthonchus
- Achromadora
- Biarmifer
- Boreomicrolaimoides
- Choanolaimus
- Craspodema
- Cyatholaimus
- Dentatonema
- Dispira
- Dispirella
- Filitonchus
- Gomphionema
- Heterocyatholaimus
- Longicyatholaimus
- Marilynia
- Metacyatholaimus
- Micracanthonchus
- Minolaimus
- Nannolaimoides
- Nannolaimus
- Neotonchus
- Paracanthonchus
- Paracyatholaimoides
- Paracyatholaimus
- Paralongicyatholaimus
- Parapomponema
- Phyllolaimus
- Pomponema
- Praeacanthonchus
- Propomponema
- Xenocyatholaimus
- Xyzzors